# Karl Patrick Lauk
Karl Patrick Lauk (* 9. Januar 1997 in Kuressaare) ist ein estnischer Radrennfahrer.

## Sportlicher Werdegang
Zur Saison 2016 wurde Lauk Mitglied im Team Pro Immo Nicolas Roux, einem Team der 1. französischen Division. Für das Team erzielte er bis 2018 eine Reihe von Erfolgen bei Rennen des nationalen Kalenders in Frankreich, unter anderem bei den Quatre Jours des As-en-Provence, der Tour de Loire-Atlantique und dem Grand Prix d'Issoire. Im Trikot der estnischen Nationalmannschaft gewann er 2017 die Gesamtwertung der Tour of Estonia.
Aufgrund seiner Erfolge bekam Lauk die Möglichkeit, im Jahr 2017 für das Astana Pro Team und 2018 für das Team Fortuneo-Samsic als Stagaire zu fahren, bekam in beiden Jahren jedoch keinen Anschlussvertrag. 2018 siegte er im Rennen Tartu Rattaralli. Zur Saison 2019 wurde er Mitglied im Nachwuchsteam von Groupama-FDJ und konnte bei der Rhône-Alpes Isère Tour eine Etappe für sich entscheiden.
Nachdem Lauk zur Saison 2020 keinen Vertrag als Profi erhalten hatte, kehrte er zum Team Pro Immo Nicolas Roux zurück und erzielte 2020 fünf weitere Siege bei Rennen des nationalen Kalenders in Frankreich. In der Saison 2021 gewann er mit dem Grand Prix de la Ville de Nogent-sur-Oise und einer Etappe der International Tour of Rhodes zwei Rennen des UCI-Kalenders. Zusätzlich war er mit der estnischen Nationalmannschaft sowohl bei der Tour of Estonia als auch der Baltic Chain Tour erfolgreich.
Nach seinen Erfolgen in der Saison 2021 wurde Lauk zur Saison 2022 Mitglied im UCI ProTeam Bingoal Pauwels Sauces WB. Nach einer sieglosen Saison gewann er eine Etappe der La Tropicale Amissa Bongo und wurde estnischer Meister im Straßenrennen. Dennoch wurde sein Vertrag bei der belgischen Mannschaft Ende 2023 nicht verlängert. Nachdem er zunächst ohne Team geblieben war, kehrte er im April 2024 mit dem chinesischen Huansheng-SCOM-Taishan Sport Cycling Team auf die internationale Bühne zurück. Mit der Nationalmannschaft wurde er Zweiter der Tour of Estonia und sicherte sich die Punktewertung.

## Erfolge
2015
- eine Etappe Junioren Driedaagse van Axel

2017
- Gesamtwertung, eine Etappe, Punktewertung und Nachwuchswertung Tour of Estonia

2018
- Bergwertung Tour of Estonia

2019
- eine Etappe Rhône-Alpes Isère Tour

2021
- eine Etappe Baltic Chain Tour
- Grand Prix de la Ville de Nogent-sur-Oise
- Gesamtwertung und eine Etappe Tour of Estonia
- eine Etappe International Tour of Rhodes

2023
- eine Etappe La Tropicale Amissa Bongo
- Estnischer Meister – Straßenrennen

2024
- Punktewertung Tour of Estonia